# Parectopa exorycha
Parectopa exorycha là một loài bướm đêm thuộc họ Gracillariidae. Loài này có ở Brasil.